# Balkan Paradise Orchestra
Balkan Paradise Orchestra (també conegut per la sigla BPO) és un grup de música català en forma de fanfara, creat a Barcelona el 2015. L'integren 10 instrumentistes femenines de vent metall, vent fusta i percussió.

## Història
La formació es va originar quan tres de les components (Olívia Casas, Alba Ramírez i Eva Garín), que eren afeccionades a la música balcànica, van decidir muntar una fanfara i van contactar amb diverses col·legues, que finalment van resultar ser totes noies. De fet, la inspiració va sorgir arran d'un concert de la Fanfare Ciocarlia, en què elles van fer de teloneres com a fanfara itinerant. BPO és una formació molt original i gens habitual en l'escena del nostre país. Altres bandes d'estil més o menys similar són Always Drinking Marching Band o Sidral Brass Band.
El 2017 van guanyar el concurs Sons de la Mediterrània, fet que li va permetre enregistrar el seu primer llarga durada, K'ataka. Han actuat arreu de Catalunya i també han fet concerts a Terol, Vitòria i fora de l'Estat espanyol a Escòcia i Hongria.
El nom del seu primer disc, K'ataka, sorgeix de l'onomatopeia del contratemps típic de la música balcànica que normalment fan el trombó i la trompa.
Van participar en La Marató de TV3, el 15 de desembre de 2019, en què tota la banda va acompanyar el presentador Quim Masferrer en el bus que servia de plató de televisió i van actuar en directe mentre es desplaçava per tot el territori. A més, també van enregistrar un dels vint temes que formen el disc de la Marató, titulat Zorba.
L'abril de 2020 van publicar el seu segon àlbum, Odissea. amb deu temes propis. El nom del disc és una referència al poema èpic d'Homer, a partir de la idea d'un viatge a la recerca d'aventures. Prèviament a la sortida del treball, van anar publicant fins a tres avançaments de temes continguts al disc, en forma de videoclips: "Da Mas Over", "Cotnes" i "Anchoor". La composició dels temes ha estat per creació col·lectiva, en què a partir de la idea presentada per una el tema va creixent amb les aportacions de totes.
El 16 de setembre van cloure els actes de presentació de la temporada 23-24 del Teatre Nacional de Catalunya, amb una actuació a l'aire lliure al jardí.

## Estil i influències
La música que interpreten es nodreix de les fanfares de la tradició balcànica, tot i que no es tanquen a altres gèneres i orígens. Els seus referents són Fanfare Ciocarlia, Taraf de Haidouks, Emir Kusturica o Goran Bregovic. Les seves actuacions inclouen tant els escenaris com el carrer, amb un espectacle molt festiu i carregat d'energia a través de melodies populars i ritmes de tot el món.

## Components
- Olivia Casas, tuba
- Maria Cofan, trombó
- Eli Fàbregas, percussió
- Berta Gala, trompeta
- Eva Garín, clarinet
- Mila González, trompeta
- Laura Lacueva, clarinet
- Núria Perich, bateria
- Maria Puertas, tuba
- Alba Ramírez, trompa

## Premis i reconeixements
- Projecte Cabal Musical 2015, que els va permetre enregistrar una maqueta i un videoclip.[2][9]
- 1r Premi del Concurs Internacional de Música de Carrer a Haizetara (Euskadi)[10]

- Grup guanyador del Concurs Sons de la Mediterrània 2017, convocat per la Fira de la Mediterrània de Manresa, el Centre Artesà Tradicionarius, el Grup Enderrock i el Departament de Cultura de la Generalitat de Catalunya.[11]

## Discografia
- K'ataka (Microspcopi, 2018)
- Odissea (Calaverita Records, abril 2020)